# A Song
A Song, album av Neil Sedaka, utgivet 1977 på skivbolaget Polydor i England och Elektra i USA och det är producerat av George Martin.
"You Never Done It Like That" låg på 10:e plats på amerikanska Billboard-listan med duon Captain & Tennille i september 1978. 
LP:n har inte (2007) återutgivits på CD.
Albumet nådde Billboard-listans 59:e plats.

## Låtlista
Singelplacering i Billboard inom parentes.
1. A Song (Neil Sedaka/Phil Cody)
2. You Never Done It Like That (Neil Sedaka/Howard Greenfield)
3. The Leaving Game (Neil Sedaka/Howard Greenfield)
4. (Is This The Way To) Amarillo (Neil Sedaka/Howard Greenfield) (#44)
5. Alone At Last (Neil Sedaka/Phil Cody)
6. Hollywood Lady (Neil Sedaka/Howard Greenfield)
7. I've Never Really Been In Love Before (Neil Sedaka/Howard Greenfield)
8. One Night Stand (Neil Sedaka/Phil Cody)
9. Hot And Sultry Nights (Neil Sedaka/Phil Cody)
10. Sleazy Love (Neil Sedaka/Phil Cody)
11. Tin Pan Alley (Neil Sedaka/Howard Greenfield)
12. A Song (Neil Sedaka/Phil Cody) (repris)